# Parafia Nawiedzenia Najświętszej Maryi Panny w Żaganiu
Parafia pw. Nawiedzenia Najświętszej Maryi Panny w Żaganiu – jedna z trzech rzymskokatolickich parafii w mieście Żagań, należąca do dekanatu Żagań diecezji zielonogórsko-gorzowskiej, metropolii szczecińsko-kamieńskiej w Polsce, erygowana w 1971 roku. Mieści się przy ulicy Podgórnej.

## Świątynie

### Kościół parafialny
Świątynią parafialną jest Kościół Nawiedzenia Najświętszej Maryi Panny w Żaganiu. Przy kościele mieści się kaplica Bożego Grobu.

### Kościoły filialne
- Kościół pw. Najświętszej Maryi Panny Królowej Polski w Starym Żaganiu
- Kaplica pw. św. Maksymiliana Kolbe w Żaganiu (Kolonia Laski)

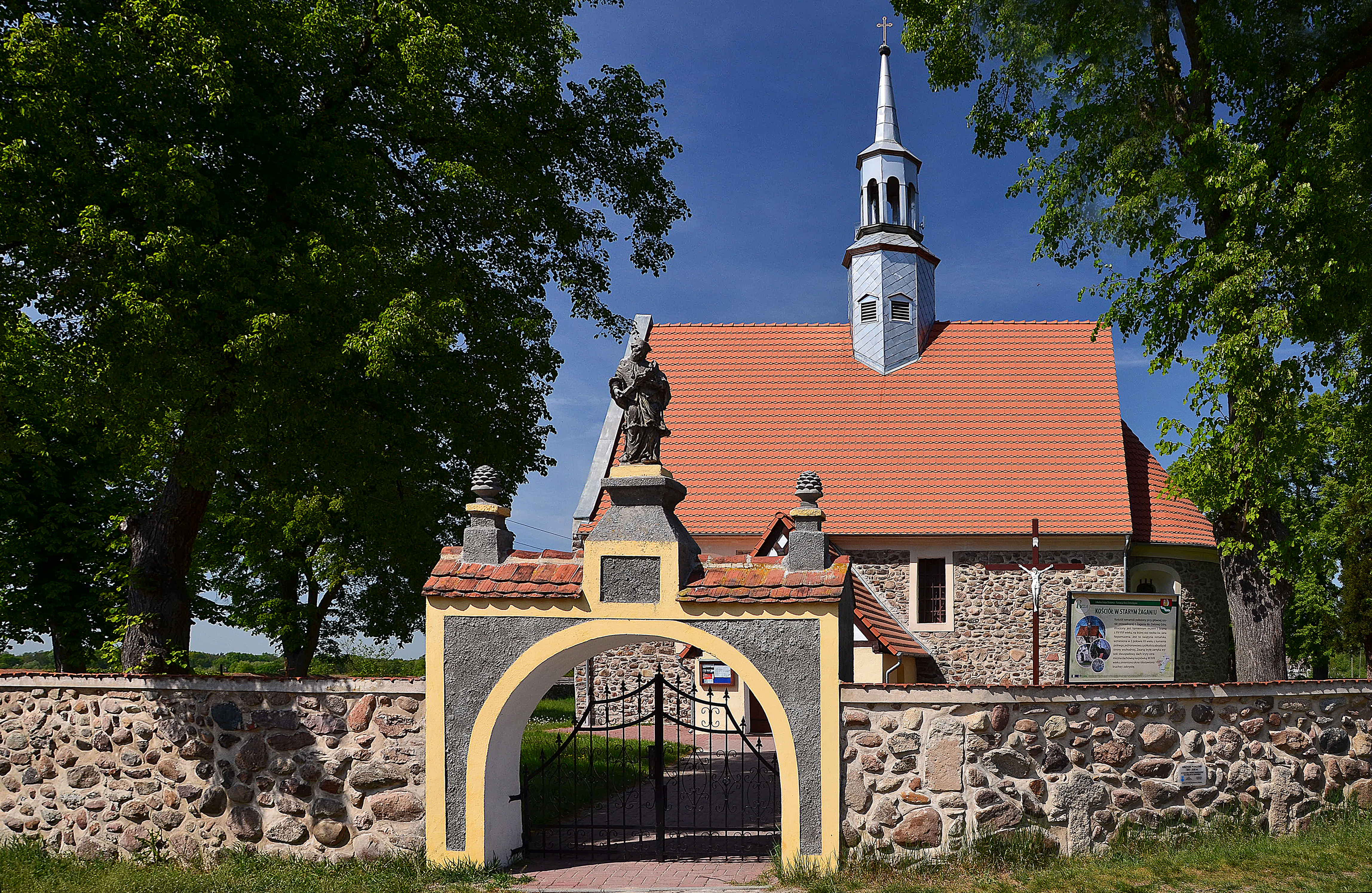
Kościół pw. NMP Królowej Polski w Starym Żaganiu

- Kaplica Bożego Grobu w Żaganiu